# Барбара Лігницька
Барбара Лігницька (пол. Barbara legnicka), ( близько 1372—1384 —  9 травня 1436) — лігницька княжна з роду Сілезьких П'ястів, донька князя Лігніцу Руперта I та княжни Ядвіги Жаганської, дружина курфюрста Саксонського Рудольфа III.

## Біографія
Народилась близько 1372—1384 років. Була донькою князя Лігніцу Руперта I та його дружини Ядвіґи Жаганської. Мала рідну сестру Агнешку та трьох єдиноутробних сестер від першого шлюбу матері із королем Польщі Казимиром III.
Втратила матір у лютому 1390 року. Батько більше не одружувався. 

Проголосовши співправителями своїх менших братів, він, проте, зберігав повний контроль над Лігницьким князівством. Щедро покровительствував мистецтвам.

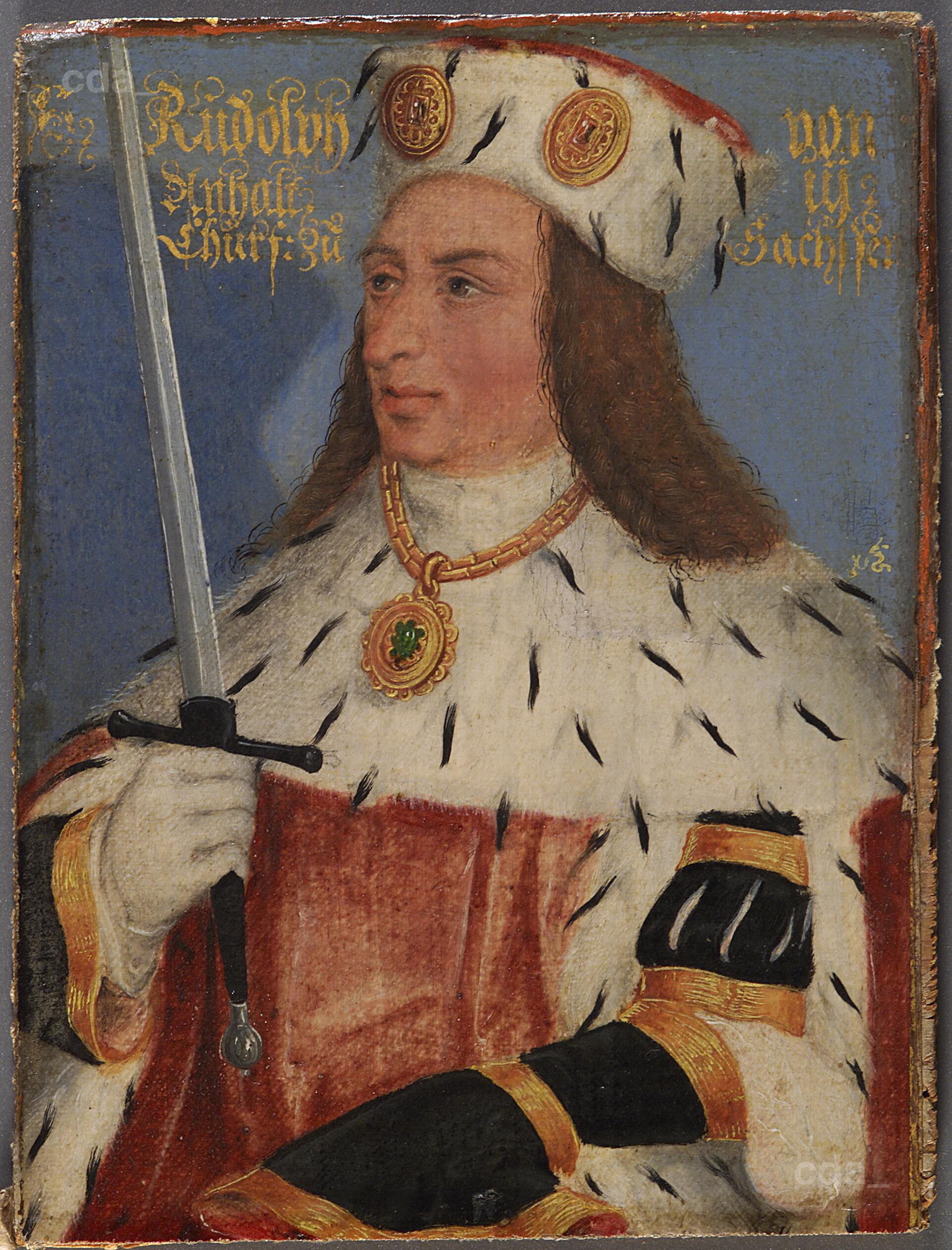
Портрет Рудольфа III

6 березня 1396 року Барбара стала дружиною курфюрста Саксонії Рудольфа III. Наречений був удівцем і мав малолітню доньку від попереднього шлюбу. У пари народилося четверо спільних дітей.
У липні 1400 року її чоловік, повертаючись з Франкфурту, був захоплений графом Вальдеком і ув'язнений в його замку. За звільнення йому довелося заплатити чималий викуп. Раптово помер під час поїздки в Богемію у липні 1419 року. Курфюрстом Саксонії став його менший брат Альбрехт III.
Барбара померла 9 травня 1435 у Требіці. Була похована у францисканській церкві Віттенбергу.

## Родина
Чоловік — Рудольф III, курфюрст Саксонії.
Діти:
- Рудольф (?—1406) — помер в ранньому віці;
- Венцель (?—1407) — помер в ранньому віці;
- Зігмунд (?—1407) — помер в ранньому віці;
- Барбара (близько 1405—1465) — дружина маркграфа Бранденбург-Кульмбаху Йоганна I Алхіміка, мала четверо дітей.